# Sinfonia n. 2 (Sibelius)
La sinfonia n. 2 in re maggiore (op. 43) di Jean Sibelius è stata composta tra il 1900 e il 1902. La seconda è la più popolare tra le sinfonie di Sibelius ed è quella maggiormente eseguita e registrata.

## Composizione
La composizione è iniziata durante la permanenza del compositore a Rapallo nel 1900, viaggio finanziato dal barone Axel Carpelan, ed è poi proseguita al suo ritorno in Finlandia. La prima esecuzione, diretta dal compositore stesso, è stata fatta dall'Orchestra filarmonica di Helsinki l'8 marzo 1902. Dopo la prima, Sibelius ha apportato alcune modifiche all'opera, e la versione definitiva è stata eseguita per la prima volta il 10 novembre 1903 a Stoccolma, diretta da Armas Järnefelt.
L'orchestrazione è migliore rispetto a quella della prima sinfonia, la forma è più matura e la violenza nordica è sostituita da un tocco più classico e luminosamente mediterraneo. La sinfonia contiene belle melodie di carattere eroico e unisce squarci di luminosità classicheggiante con il carattere e i sentimenti propri del romanticismo. La composizione si sviluppa organicamente da un motivo ascendente di tre note proposto in apertura il quale, dopo essere riapparso sotto varie forme in tutta l'opera, costituendo la base di molto del materiale tematico impiegato, forma il tema drammatico del finale. Sibelius affermava di ammirare la severità dello stile della sinfonia e la profonda coerenza logica dei motivi.
In merito all'origine dei temi impiegati nella sinfonia, si sa che Sibelius ha improvvisato uno dei temi del finale a Ruovesi, nel 1899, in occasione del battesimo di un figlio del pittore Akseli Gallen-Kallela. Sull'origine dei temi impiegati nel primo movimento, Karl Fredrik Wasenius, editore della casa Bis, afferma che Sibelius li avrebbe improvvisati nel suo studio, in occasione di un incontro con una giovane musicista (che allora aveva solo sette anni), Irene Eneri, della quale l'editore volle sottoporgli il talento. Suonando una composizione di costei, un Capriccio Orientale, il compositore iniziò ad improvvisare, affermando di "aver trovato ciò che attendeva da settimane". I temi dell'andante invece sono stati abbozzati da Sibelius durante la sua permanenza a Rapallo, nel febbraio del 1901: nelle sue bozze uno è associato alla figura di Cristo, uno all'incontro tra Don Giovanni (il protagonista dell'omonima opera mozartiana) e la morte. Ma la sinfonia è stata completata dopo oltre un anno di lavoro, e in questo arco di tempo tali intenti programmatici sono stati messi da parte.

## Movimenti
La sinfonia è strutturata in quattro movimenti.

### I. Allegretto
Allegretto - Poco allegro - Tranquillo, ma poco a poco ravvivando il tempo all'allegro - Poco largamente - Tempo I - Poco allegro
Il primo movimento comincia con un tema saltellante dei legni in tonalità d'impianto su accordi ribattuti degli archi. Il primo accordo, con il frammento ascendente di tre note, costituisce il motivo portante di tutta la composizione, analogamente al ruolo svolto dall'introduzione dei clarinetti nella prima sinfonia. Segue un'alternanza fra i fiati e i corni, e gli studiosi faticano ad identificare chiaramente un secondo tema come lo si aspetterebbe nella forma sonata.
Nello sviluppo il tema iniziale, terminante con una quinta discendente, ritorna sotto varie sembianze, in maniera più drammatica. L'elaborazione di questo sviluppo è molto lunga, al punto che costituisce, in contrasto alle regole classiche, la gran parte del primo movimento. Nella ripresa il materiale musicale viene efficacemente sintetizzato. Dopo momenti di carattere più scuro, il movimento si conclude con lo stesso carattere idilliaco dell'inizio.

### II. Tempo andante
Tempo andante, ma rubato - Poco allegro - Molto largamente - Andante sostenuto - Andante con moto ed energico - Allegro - Poco largamente - Molto largamente - Andante sostenuto - Andante con moto ed energico - Andante - Pesante
L'andante inizia con una lunga sezione di pizzicati dei violoncelli e dei contrabbassi. Il primo tema, quello che era stato concepito come la morte nel castello di Don Giovanni, viene proposto dal fagotto e si sviluppa in un contesto di ansietà crescente. In contrasto vi è il tema associato alla figura del Cristo, molto più celestiale e rassicurante. I due temi si alternano trasformandosi vicendevolmente, con giri complessi di tonalità, come l'episodio in sol bemolle maggiore, quasi a riflettere la lotta fra morte e redenzione, benché la sinfonia non abbia intento programmatico.  Poco a poco il melodico secondo tema prende il sopravvento e diventa il protagonista. Il movimento si conclude con due pizzicati.

### III. Vivacissimo
Vivacissimo - Lento e soave - Tempo primo - Lento e soave - (attacca)
Il vivacissimo (uno scherzo) è impetuoso, analogamente a quello della sinfonia che lo precede. Il suo primo tema è vorticoso, affidato ai violini; ad esso si contrappone subito il flauto che propone un secondo tema più cantabile anche se comunque ritmico, accompagnato da figurazioni molto vivaci degli archi. Il tempo rallenta arrivando al trio, che inizia con otto struggenti ripetizioni della stessa nota da parte del primo oboe, figurazione che ritorna più volte nelle misure seguenti, e porta ad una grande affermazione della stessa. Lo scherzo si ripete. Si ripete anche il trio, ma in forma abbreviata; da qui si genera un passo mosso e il solito motivo ascendente di tre note funge infine da ponte per l'attacco senza fermata del finale.

### IV. Finale: Allegro moderato

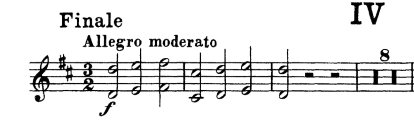
Tema iniziale della IV sezione

Finale: Allegro moderato - Moderato assai - Meno moderato e poco a poco ravvivando il tempo - Tempo I - Largamente e pesante - Poco largamente - Molto largamente
Anche nel finale ritorna il tema iniziale di tre note ascendenti, in tonalità d'impianto, ma in questo caso la replica è affidata non più ai legni, bensì alle trombe.  Segue il vero primo tema, affidato a tutti i violini, espansivo, cantabile, solenne; questo tema è stato ripreso, nella stessa tonalità, da Gigi D'Agostino in "L'amour toujours". La sua elaborazione porta al secondo tema. Il motivo introdotto dagli oboi è stato scritto da Sibelius in memoria di Elli Järnefelt, sorella di sua moglie, morta suicida. Il tema si espande poco a poco su tutta l'orchestra (quasi - sebbene assai alla lontana - come un lungo crescendo rossiniano) assume un tono maestoso e porta di nuovo agli squilli di trombe che introducono la ripresa del primo tema. Regolarmente e brevemente si ritorna al secondo tema e al suo crescendo. Che però introduce la sezione finale, sorretta vigorosamente dagli archi, con ampi squilli degli ottoni. A detta del musicologo Erkki Salmenhaara, studioso della musica di Sibelius, un particolare effetto viene ottenuto quando il motivo ascendente di tre note raggiunge finalmente, per la prima volta nella sinfonia, la quarta nota. Con questo clima solare e luminoso la sinfonia si conclude positivamente.

## Accoglienza
In Finlandia la popolarità della sinfonia è legata al sentimento nazionalista che viene percepito nella stessa. Il primo e l'ultimo movimento, con il loro eroismo, il loro ottimismo ed il grandioso finale hanno toccato il pubblico finlandese, che vi leggeva un messaggio patriottico per l'indipendenza della Finlandia (l'opera è stata composta nel periodo dell'invasione russa), tanto da farla conoscere come "Sinfonia della liberazione", affermando la fama di Sibelius quale compositore nazionale finlandese. La sinfonia ha riscosso grande successo anche fuori dalla Finlandia. Il direttore finlandese George Schnéevoight associò un programma di argomento patriottico ai movimenti: il primo ritrarrebbe la vita pastorale della Finlandia, il secondo la brutalità dell'occupazione straniera, il terzo l'oppressione dello spirito patriottico e il quarto la speranza gloriosa per la liberazione dalla tirannia.

## Registrazioni
La prima registrazione è stata incisa da Robert Kajanus (18571933) con la London Symphony Orchestra, per la casa discografica HMV, nel maggio 1930.